# Свєтов Михайло Володимирович
Михайло Свєтов (рос. Михаил Светов; нар. 4 січня 1985, Москва, РРФСР) — російський блогер, громадський та політичний діяч, опозиціонер, лібертаріанець. Є членом Федерального комітету Лібертаріанської партії Росії.

## Життєпис
Народився 4 січня 1985. За словами Михайла, коли йому було шість років і він збирався піти до школи, шкільний лікар зробив йому щеплення від краснухи, на яку в нього відбулася страшна реакція: все тіло було покрите висипами, а температура тіла піднялася до 40°С. Наступного дня в Михайла почали боліти суглоби і відніматися кінцівки. Через два дні його тіло було паралізоване.
Весь наступний рік Михайло був у ліжку і страждав від сильного болю в суглобах. Різні лікарі приписували хворому Михайлові різні діагнози та виписували різні ліки, але все було марно. Врешті-решт, лікарі опустили руки і вказали на те, що тіло хлопчика буде паралізоване все життя. Цю заяву лікарів його батьки, тільки-но випускні студенти медичного факультету, не хотіли приймати і забрали сина в село. Вважаючи, що губити нічого, вони зайнялись аматорським лікуванням хлопчика. Згодом Михайло став ходити, і зараз він не відчуває наслідків тієї хвороби.
Як вказує Михайло Свєтов, його батьки були бідними до 12-річного віку хлопчика. Потім їхній бізнес став процвітати, і вони були спроможні забезпечити сина освітою закордоном: спочатку у Великій Британії, потім — в Японії та Новій Зеландії.
За словами Михайла Свєтова, в 2011 році він вдало інвестував у Bitcoin, що стало запорукою його матеріального благополуччя. Він і зараз рекомендує купити хоча б десяту частину цієї криптовалюти, бо вважає, що в майбутньому її курс буде ще вище, чи не космічним.
Михайло Свєтов займався переважно публіцистичною діяльністю, а саме писав путівники по країнам, в яких перебував, був журналістом та перекладачем.
Був організатором і учасником мітингу проти Роскомнагляду.
У липні 2019 року сайт «Миротворець» вніс Михайла Свєтова до списку людей, які становлять загрозу національній безпеці України, у зв'язку з його поїздкою в Крим до його дівчини, а також за спробу легалізації анексії півострова та замах на суверенітет та цілісність України.

## Політичні погляди
Михайло Свєтов є лібертаріанцем, а також членом Лібертаріанської партії Росії. Михайло вважає, що лише шляхом люстрацій та забезпечення свободи ринку можна побороти корупцію та економічний занепад Росії. Крім цього, Михайло Свєтов є прихильником інших лібертаріанських ідей та поглядів, а саме свободи асоціацій, laissez-faire, легалізації вільного володіння зброєю, легалізації наркотиків, легалізації абортів, зменшення ролі держави в житті дитини (ювенальна юстиція) та інше.
В боротьбі проти чинної влади вважає, що союз із ідеологічним ворогом, але справжнім опозиціонером — прийнятна річ. Він критикує діяльність таких опозиційних партій як «Яблуко» та ПАРНАС. Вважає, що у зраді перед громадянським суспільством також винні Ксенія Собчак, Олексій Венедиктов та інші «псевдоопозиціонери». Станом на 2018 рік, єдиним союзником у боротьбі проти влади в Росії Михайло Свєтов бачив тільки Олексія Навального.
Засудив військове вторгнення РФ в Україну на початку повномасштабного вторгнення.
Згодом Свєтов зробив кілька контроверсійних заяв про Україну. Зокрема, у липні 2023 року, в одному зі своїх відео, він запевняв, що «Тараси закінчаться раніше, ніж Івани» і переконував, що Україні «доведеться якось домовлятись».
У квітні 2024 року Свєтов заявив, що російській опозиції не слід підтримувати Україну, бо остання «з першого дня війни оголосила своїм ворогом не Путіна, але всіх росіян».
Крім того, у видання Михайла Свєтова SVTV NEWS читачами фіксувалися випадки необ'єктивного та упередженого подання деяких новин, зокрема пов'язаних з Україною. У травні 2024 року там заявили, що «підсумки інтеграції в ЄС» України такі: «правди нема, метро нема, виборів нема, Тараси закінчуються. Буде ще гірше».